# Claudia d'r op
Claudia d'r op was een radioprogramma op NPO 3FM dat gepresenteerd werd door Claudia de Breij.

## Geschiedenis

### 2003-2007
De Breij maakte voor de NPS hetzelfde soort programma onder de naam ...en dit is Claudia. Op 1 september 2003 stapte zij over naar de VARA en werd het programma hernoemd tot Claudia d'r op. Ze maakte dit programma met de sidekicks Hilde Brontsema en Leon Polman. Hilde werd ook wel Hilde de Pilde of De freule genoemd. Leon Polman was beter bekend als de Notaris. Er speelden geregeld live bandjes in de hal van het 3FM-complex. Op 26 april 2007 stopte De Breij met het radioprogramma om zich toe te leggen op televisie.

### 2008-2014
Op 16 september 2008 werd bekendgemaakt dat Claudia d'r op zou terugkeren. Het programma was nu elke vrijdag te horen van 12.00 tot 14.00 uur. Zij volgde hiermee Dolf Jansen op, die met zijn programma Leuk Is Anders moest vertrekken bij 3FM. Leon Polman werd weer de vaste sidekick, maar Hilde Brontsema keerde niet terug. Nynke de Jong nam haar plaats in. Bij afwezigheid van Claudia was Annemieke Schollaardt de vaste vervanger en heette het programma Claudia d'r oppas. Als Paul Rabbering inviel heette het programma Claudia d'Rab. Op 12 december 2014 werd de laatste uitzending van Claudia d'r op uitgezonden.

## Rubrieken
- Donderdag filmdag (alleen van 2003-2007). Robbert Blokland kwam vertellen welke films wel en niet goed waren. Hij had ook het laatste nieuws over beroemdheden en fouten in bioscoopfilms.

- De Breijstaete: een hoorspel over het dagelijks leven op het landhuis de Breijstaete. In het spel wordt geregeld verwezen naar actuele onderwerpen. Aan het eind wordt een vraag gesteld over het vertelde verhaal, die door bellende luisteraars beantwoord kan worden om zo een prijs te winnen.

- De Luisteraar Van De Week: Een multiple choice-quiz waarin twee luisteraars moeten raden hoe een bepaalde gebeurtenis die in de daaraan voorafgaande week op 3FM plaatsvond afliep.

- Nynke Laat Haar Tweetjes Zien: Gedurende de show wordt geprobeerd een bepaald onderwerp trending topic te maken op Twitter.